# Kabhi Kabhie
Pour plus de détails, voir Fiche technique et Distribution.
Kabhi Kabhie est un film indien réalisé par Yash Chopra, sorti le 27 janvier 1976 en Inde.

## Synopsis
Amitabh est un jeune étudiant dont la poésie commence à être reconnue. À l'université, il rencontre Pooja ; les deux jeunes gens tombent amoureux et décident de se marier. Mais leur projet est contrarié par les parents de la jeune fille qui lui ont choisi un autre mari. Ils acceptent ce choix à regret : Pooja épouse Vijay, jeune architecte dynamique et talentueux tandis qu'Amitabh renonce à la poésie, prend la succession de son père à la tête de l'entreprise familiale et se marie avec Anjali.
Vingt ans plus tard, Vicky, le fils de Pooja et de Vijay, tombe amoureux de Pinky qu'il souhaite épouser. Apprenant qu'elle a été adoptée, la jeune fille décide de partir à la recherche de sa mère biologique qui n'est autre qu'Anjali. L'intrusion de Pinky, suivie de l'arrivée de Vicky et de ses parents, bouleversent la vie des deux familles. Chacun découvre les secrets de l'autre et prend conscience de l'ampleur de son propre renoncement.

## Fiche technique
- Titre : Kabhi Kabhie
- Titre hindi: कभी कभी
- Réalisation : Yash Chopra
- Scénario : Pamela Chopra, Sagar Sarhadi
- Directeur de la photographie : Romesh Bhalla, Kay Gee
- Compositeur : Khayyam
- Parolier : Sahir Ludhianvi
- Chorégraphes : Suresh Bhat, Naidu
- Pays :  Inde

## Distribution
- Amitabh Bachchan : Amitabh "Amit" Malhotra
- Shashi Kapoor : Vijay Khanna
- Rishi Kapoor : Vikram "Vicky" Khanna
- Waheeda Rehman : Anjali Malhotra
- Raakhee Gulzar : Pooja Khanna
- Neetu Singh : Pinky Kapoor
- Simi Garewal : Shobha Kapoor
- Parikshat Sahni : Dr. R.P. Kapoor
- Naseem : Sweety Malhotra

## Récompenses
Filmfare Awards 1977
- Meilleur parolier : Sahir Ludhianvi (Kabhi kabhie mere dil mein)
- Meilleur directeur musical : Khayyam
- Meilleur chanteur de play-back : Mukesh
- Meilleur scénario : Sagar Sarhadi